# 2003年马来西亚
2000年代马来西亚: 2000年马来西亚 / 2001年马来西亚 / 2002年马来西亚 / 2003年马来西亚 / 2004年马来西亚 / 2005年马来西亚 / 2006年马来西亚 / 2007年马来西亚 / 2008年马来西亚 / 2009年马来西亚
2003年的马来西亚，发生了重大的改变，已担任马来西亚首相长达22年的马哈迪·莫哈末宣布退位，使马来西亚正式进入后马哈迪时代。此外，同是执政成员党马华公会也迎来了领导层更迭，总会长林良实和署理总会长林亚礼双双退位，结束了该党长达三年的双林党争，林良实退位时已担任了马华总会长长达17年，是该党史上在位最久的领导人。

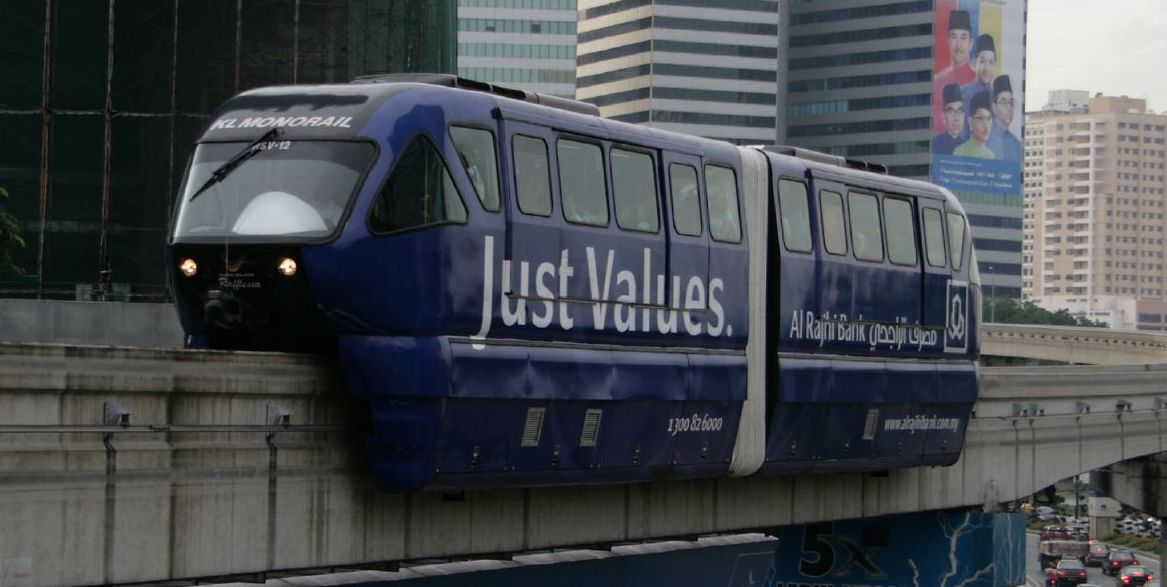
吉隆坡单轨列车

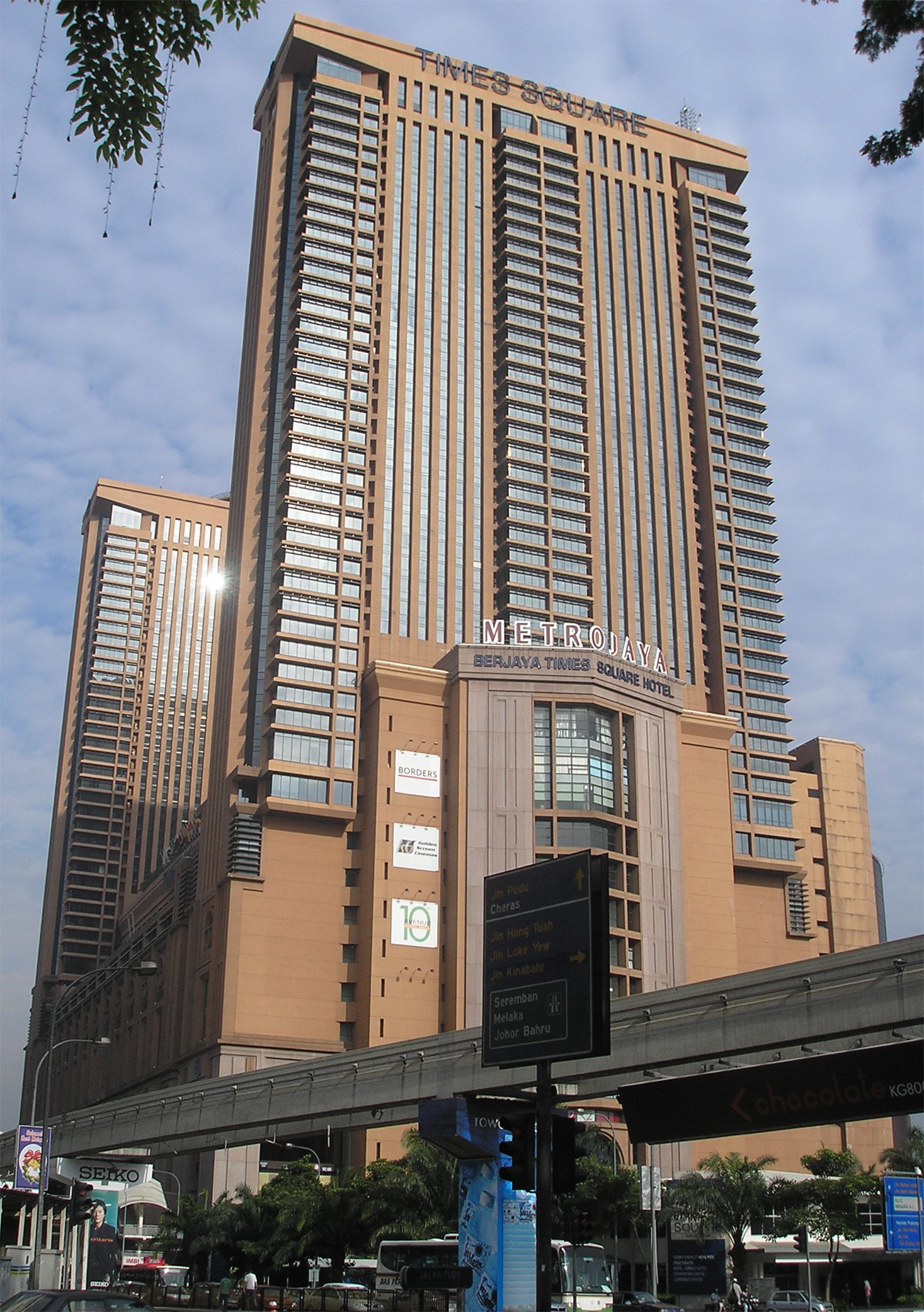
成功时代广场

## 国家领导人
- 最高元首：端姑赛·西拉祖丁（Tuanku Syed Sirajuddin）（2001年－2006年）
- 首相：

1. 马哈迪·莫哈末（Dato' Seri Mahathir bin Mohomad）（1981年－2003年）
2. 阿都拉·巴达威（Dato' Seri Abdullah bin Ahmad Badawi）（2003年－）

## 大事纪

### 1月
- 1月20日：马哈迪率领包括四名部长的代表团抵达黎巴嫩首都贝鲁特进行访问[1]。

### 2月
- 2月20日至2月25日：第13次不结盟运动首脑会议在吉隆坡举行[2]。

### 3月
- 3月9日：苏丹沙拉弗丁正式加冕，成为雪兰莪第九任苏丹[3]。

### 5月
- 5月11日：德国总理格哈特·施罗德抵达马来西亚进行为期三天的“历史性访问”，成为第一位到访马来西亚的德国总理[4]。
- 5月23日
  - 马华公会总会长林良实和署理总会长林亚礼（英语：Lim Ah Lek）双双向该党中委会提呈辞职信[5]。经过挽留无效后，中委会在晚间复会后接纳双林辞职，并且议决由黄家定接任总会长，陈广才接任署理总会长[6]。
  - 马华公会全国组织秘书黄家泉在中委会会议结束后宣布他已经将辞职信交给马华行政部，以便转交给新任总会长黄家定[7]。隔日，黄家定表态将重新委任黄家泉担任原职[8]。

### 6月
- 6月9日：位于雪兰莪万挠附近的南北大道高速公路发生一起涉及五辆车的交通事故，造成三人死亡、六人受伤[9]。
- 6月24日：马哈迪宣布委任马华公会署理总会长陈广才为马来西亚交通部长，接替前交通部长林良实于该年5月25日辞职留下的空缺[10]。

### 7月
- 7月24日：马来西亚和新加坡两国政府正式把白礁主权争执提交国际法院[11]。

### 8月
- 8月3日：来自槟城的游泳运动员阿都马利克迈丁（英语：Abdul Malik Mydin）成为首位游泳越过英吉利海峡的马来西亚人和东南亚人，他以17小时42分钟的时间成功完成。
- 8月31日：马哈迪为吉隆坡单轨列车主持启用[12]。

### 9月
- 9月12日：国会下议院提呈《2004年财政预算案》。
- 9月23日：首要媒体有限公司成立。
- 9月29日
  - 马哈迪为吉隆坡成功时代广场主持开幕仪式[13]。
  - 雪兰莪苏丹沙拉弗丁在一项特别纪念马哈迪对雪兰莪州贡献的欢送场合上，册封拿督斯里勋衔的勋章(DK)予马哈迪[14]。

### 10月
- 10月22日
  - 马哈迪在印尼日惹的东盟工程组织联合会第21届常年大会上获得该联合会颁赠杰出荣誉奖，以表扬他为本区域工程发展作出的非常宝贵服务[15]。
  - 马哈迪对东帝汶进行三天访问[16]，成为东帝汶于2002年5月独立以来第一位正式对该国展开访问的外国政府首长[17]。
- 10月31日：马哈迪正式辞职，并由副首相阿都拉·巴达威接任。

### 11月
- 11月12日：回教党推出《回教政体文件》。
- 11月25日：精明隧道开始动工。
- 11月30日：两辆公交车在马来西亚联邦路8（英语：Malaysia Federal Route 8）处相撞，造成14人死亡[18]。（参见：2003年美拉坡公交事故（英语：2003 Merapoh bus tragedy））

## 出生
- 1月3日：艾丽莎·普特里，歌手、演员
- 5月18日：贝拉·多万娜，演员、模特

## 逝世
- 1月8日：M·阿敏，知名马来电影演员、导演[19]
- 2月13日：布尼亚明·雅各布（Buniyamin Yaacob），颇具争议的前万捷国会议员、回教党议长，曾因诽谤马哈迪而被控[20][21]
- 6月14日：王丽涓，市场分析员、奸杀案被害人
- 7月5日：苏莱曼尼南沙，前巫统议长[22]
- 8月27日：端姑芭茜雅（英语：Sultanah Bahiyah），吉打苏丹后[23]
- 10月19日：哈伦·依德里斯（英语：Harun Idris），前雪兰莪州务大臣[24]
- 11月29日：阿都拉沙努西阿末，马来亚大学副校长、马来西亚开放大学校长[25]

### 具体日期未知
- 拉兹·嘉化，皮肤专科医生、1986年半山芭监狱骚乱人质。